# نجاح مختار
نجاح مختار (17 فبراير 1969 - ) ممثلة سورية خريجة المعهد العالي للفنون المسرحية، بدأت حياتها الفنية عام 2012، حيث قدمت عدد من الأعمال منها مسلسل عطر الشام ومسلسل أزمة عائلة من تأليف شادي كيوان، شاركت في الفيلم السينمائي القصير دوران.

## من أعمالها

### في المسرح
| المسرحيى      | السنة | الدور |
| ------------- | ----- | ----- |
| بانتظار المطر | 2012  | صفية  |
| عرش الدم      | 2012  | ساحرة |
| اختطاف        | 2017  |       |

### في التلفزيون
| الفيلم             | السنة | الدور | ملاحظة                                         |
| ------------------ | ----- | ----- | ---------------------------------------------- |
| بقعة ضوء           | 2015  |       |                                                |
| الإمام             | 2017  |       |                                                |
| أزمة عائلية        | 2017  | نورما |                                                |
| مذكرات عشيقة سابقة | 2017  |       |                                                |
| طوق البنات         | 2017  |       | مثلث في الجزء الرابع من هذا المسلسل التلفزيوني |

باب الحارة الجزء 11

### في السينما
- دوران (2013)
- أمينة (2018)